# أباندا هيرمان
أباندا هيرمان (بالفرنسية: Abanda Herman)‏ هو لاعب كرة قدم كاميروني في مركز الدفاع، ولد في 20 فبراير 1979 في ياوندي في الكاميرون. لعب مع برسيب باندونغ وبرسيجا جاكارتا وكانون ياوندي.

## وصلات خارجية
- أباندا هيرمان على موقع قاعدة بيانات كرة القدم.إي يو (الإنجليزية)
- أباندا هيرمان على موقع Soccerway.com (الإنجليزية)
- أباندا هيرمان على موقع عالم كرة القدم.نت (الإنجليزية)